# Virtual Network Computing
Virtual Network Computing (VNC) er et computerprogram til skrivebordsdeling som benytter RFB (Remote FrameBuffer) -protokollen til at kontrollere en anden computer over et netværk. Det transmitterer tastaturtryk og museklik til den kontrollerede computer som overfører opdaterede skærmbilleder retur over netværket.
VNC's særlige egenskab er at det er uafhængigt af platform og derfor kan benyttes på tværs af f.eks. Linux-, Mac-, Windows- og UNIX-systemer.